# Hofmanska upproret
Hofmanska upproret var ett bondeuppror som ägde rum i Västergötland i maj 1766 under ledning av den så kallade bondeadvokaten Sven Hofman. Upproret riktades mot lokala myndigheter och ämbetsmän, vilka bönderna anklagade för förtryck och höga skatter. Hofman, som tidigare nekats att ta plats som riksdagsman trots flera val, lyckades samla flera hundra anhängare med löften om minskade skattebördor och kungligt stöd från kronprins Gustav.
Upproret inleddes med en marsch mot Borås, men upplöstes snabbt efter att borgerskapet i staden rustat sig för motstånd och militära trupper mobiliserats. Hofman greps kort därefter och avrättades den 14 oktober 1766 i Stockholm. Upproret slogs ned utan strid, men ledde till omfattande efterräkningar där flera anhängare dömdes till hårda straff, bland annat spöstraff, fästningsarbete och fängelse.

## Bakgrund
Sven Hofman, som tillhörde Hattpartiet, hade som juridisk biträde ("bondeadvokat") vunnit så pass stort anseende i sin hembygd att han valdes till Vedens härads ombud vid 1765 års riksdag. Men då han av Göta hovrätt blivit pliktfälld och förklarad ovärdig att föra andras talan, vägrade både häradshövding Eric Cederlöf samt bondeståndet vid riksdagen att godkänna hans fullmakt som riksdagsman. Valet måste alltså göras om igen. Men Hofman fick även denna gång en majoritet av rösterna. Och då samma procedurer upprepades blev han vald för tredje gången. Ändå blev han avvisad och tvingades återvända hem.
I Stockholm hade Hofman flitigt umgåtts med personer som var missnöjda med det nya mösstyret. Väl hemma började han agitera för uppror. Om bara bönderna ville resa sig och tåga mot Stockholm lovade han att kronprins Gustav själv skulle komma dem till mötes. I Västergötland liksom i flera andra landsändar hade allmogen länge klagat över förtryck och utpressningar av domare och ämbetsmän, och det gick därför lätt för Hofman övertala sina åhörare.
Som motiv för upproret åberopade Hofman själv (enligt Rikskommissionshandlingarna) en mystisk inre drift eller uppenbarelse som han fått ovanifrån "att rädda regeringsformen". Han lockade också sina anhängare med löften om "afskuddande af de dryga skatterna".

## Upproret
Hofman samlade 60–70 missnöjda bönder vid Borgstena gästgivargård och tågade 12 maj 1766 söderut. Den 14 maj ryckte han med 500–600 man mot Borås. Deltagarna var till största delen obeväpnade, och endast några få soldater syntes bland dem.
I ett brev som skickades till Borås stad skrev Hofman:
| ” | Helsan med Gud! Den vällof. Magistraten i Borås och samtliga stadens invånare. Aldrig må någon Swea Kronans under såtar utan synd tro, at en menighet sig reser i tankar att misvårda sin ordentliga öfverhet, än mindre plundra eller röfva sina medbröder, vare sådant fjerran från en Herrens menighet, men ära Gud, vörda Konungen, sådant gifves Magistraten vördsammast vid handen uti hvilka tankar allmogen förmodar kristeligt bifall, som härmed förklarar all medborgerlig tro och redlighet. På en åkerrén vid Fläskjum d. 14 Maj 1766. En för Alla och Alla för En. | „ |

När upprorsskaran kommit utanför hembygden var det dock slut med framgångarna. Såväl i Bollebygds som i Marks härad flydde folk undan snarare än att ansluta sig till tåget. Och när de upproriska fick höra att Borås borgerskap rustade sig till motvärn, och att Älvsborgs regemente började sammandras, så föll modet hos dem och folkrörelsen upplöstes snart. Hofman försökte då fly, men greps i Viared den 15 maj.
Det hela hade utvecklat sig så snabbt att upproret redan var kvävt när underrättelsen om det hann till Stockholm. Det visste dock inte de styrande då och man misstänkte att det hela hade sin rot och upphov inom huvudstaden. Därför vidtogs kraftiga åtgärder för att förhindra upprorslågan från att spridas. Riksdagen tillsatte en kommission för att utreda saken, men vid rannsakningen med Hofman visade det sig hur ofarligt det hela varit. Kommissionen försökte förgäves med hjälp av tortyr få fram bekännelser om att Hofman stått i förbindelse med missnöjda i Stockholm.

## Efterspel
Sven Hofman dömdes till döden och avrättades den 14 oktober i Stockholm. Två av hans främsta medhjälpare dömdes också till döden. 39 andra dömdes till straff som spöslitning, fästningsarbete eller fängelse på vatten och bröd.